# Stasimopus leipoldti
Stasimopus leipoldti là một loài nhện trong họ Ctenizidae. S. leipoldti được miêu tả năm 1902 bởi William Frederick Purcell.